# اولاد تبان
اولاد تبان (به عربی: أولاد تبان) یک شهرداری در الجزایر است که در ناحیه صالح بای واقع شده‌است. اولاد تبان ۱٬۱۳۰ متر بالاتر از سطح دریا واقع شده‌است.